# Kirgisische Fußballnationalmannschaft
Die kirgisische Fußballnationalmannschaft (kirgisisch Кыргыз Республикасынын улуттук курама командасы Kyrgyz Respublikasynyn uluttuk kurama komandasy, russisch Сборная Кыргызской Республики по футболу Sbornaya Kirgizskoi Respubliki po Futbolu) ist die Nationalmannschaft des zentralasiatischen Landes Kirgisistan. Kirgisistan ist es bisher noch nicht gelungen, sich für eine Fußball-Weltmeisterschaft zu qualifizieren. Nach dem Zerfall der Sowjetunion fand das erste Länderspiel 1992 gegen Kasachstan statt. Bei der Asienmeisterschaft 2019 nahm die Mannschaft erstmals teil.

## Ergebnisse

### Weltmeisterschaften
- 1930 bis 1994 – nicht teilgenommen (Teil der Sowjetunion)
- 1998 bis 2026 – nicht qualifiziert

In der Qualifikation für die WM 2022 traf die Mannschaft in der zweiten Runde auf Japan, Tadschikistan, Mongolei und Myanmar und belegte den 3. Platz und schied aus.

### Asienmeisterschaften
- 1956 bis 1992 – nicht teilgenommen (Teil der Sowjetunion)
- 1996 bis 2004 – nicht qualifiziert
- 2007 – nicht teilgenommen
- 2011 bis 2015 – nicht qualifiziert
- 2019 – Achtelfinale
- 2024 – Gruppenphase
- 2027 – Qualifiziert

### AFC Challenge Cup
- 2006 – Halbfinale
- 2008 – nicht qualifiziert
- 2010 – Vorrunde
- 2012 – nicht qualifiziert
- 2014 – Vorrunde

## Weltrangliste
Die Mannschaft erreichte im Dezember 2018 in der offiziellen FIFA-Weltrangliste ihre beste Platzierung mit Platz 91 und belegt derzeit Platz 99 (Stand: Mai 2021).

## Trainer
- Meklis Koschalijew (1992–1996)
- Jewgeni Nowikow (1997–2001)
- Nematdschan Sakirow (2003–2006)
- Boris Podkorytow (2006)
- Nematdschan Sakirow (2007–2008)
- Anarbek Ormombekow (2009–2011)
- Murat Dschumakejew (2011–2012)
- Sergei Dworjankow (2012–2014)
- Mirlan Eschenow (2014) (interim)
- Alexander Krestinin (2014–2023)
- Štefan Tarkovič (2023–2024)
- Maxim Lissizyn (seit 2024)

## Rekordspieler
| Rang | Name                    | Einsätze | Tore | Position   | Zeitraum  |
| ---- | ----------------------- | -------- | ---- | ---------- | --------- |
| 01.  | Kairat Schyrgalbek Uulu | 78       | 04   | Mittelfeld | 2013–     |
| 02.  | Tamirlan Kosubajew      | 63       | 02   | Abwehr     | 2015–     |
| 03.  | Mirlan Mursajew         | 61       | 16   | Angriff    | 2009–     |
| 03.  | Farhat Musabekov        | 61       | 02   | Mittelfeld | 2015–     |
| 05.  | Wadim Chartschenko      | 53       | 03   | Mittelfeld | 2003–2015 |
| 06.  | Valery Kichin           | 51       | 06   | Abwehr     | 2011–     |
| 07.  | Odilzhon Abdurakhmanov  | 49       | 03   | Mittelfeld | 2016–     |
| 08.  | Bakhtiyar Duyshobekov   | 48       | 03   | Abwehr     | 2015–     |
| 09.  | Pawel Matjasch          | 45       | 0    | Tor        | 2009–     |
| 10.  | Ruslan Sydykow          | 43       | 01   | Abwehr     | 1997–2013 |
| 11.  | Güldschigit Alykulow    | 42       | 05   | Mittelfeld | 2019–     |
| 12.  | Edgar Bernhardt         | 41       | 05   | Mittelfeld | 2014–     |
| 12.  | Bekzhan Sagynbayev      | 41       | 04   | Abwehr     | 2018–     |
| 14.  | Ildar Amirow            | 39       | 03   | Angriff    | 2006–2016 |
| 15.  | Wjatscheslaw Amin       | 38       | 01   | Abwehr     | 2000–2009 |
| 15.  | Dawron Askarow          | 38       | 0    | Abwehr     | 2006–2014 |
| 15.  | Talant Samsalijew       | 38       | 01   | Abwehr     | 2002–2015 |

Stand: 19. November 2024

## Rekordtorschützen
| Rang | Name                    | Tore | Einsätze | Quote | Zeitraum  |
| ---- | ----------------------- | ---- | -------- | ----- | --------- |
| 01.  | Mirlan Mursajew         | 16   | 61       | 0,26  | 2009–     |
| 02.  | Anton Semljanuchin      | 13   | 31       | 0,42  | 2007–     |
| 03.  | Joel Kojo               | 10   | 23       | 0,43  | 2023–     |
| 04.  | Vitalij Lux             | 08   | 32       | 0,25  | 2015–2019 |
| 05.  | Valeriy Kichin          | 06   | 51       | 0,12  | 2011–     |
| 05.  | Tursunali Rustamow      | 06   | 32       | 0,19  | 2012–     |
| 05.  | Alimarjon Sukurow       | 06   | 37       | 0,16  | 2017–     |
| 08.  | Güldschigit Alykulow    | 05   | 42       | 0,12  | 2019–     |
| 09.  | Azamat Baimatov         | 04   | 36       | 0,11  | 2010–2019 |
| 09.  | Edgar Bernhardt         | 04   | 41       | 0,10  | 2014–     |
| 09.  | Achlidin Israilow       | 04   | 34       | 0,12  | 2013–     |
| 09.  | Viktor Maier            | 04   | 24       | 0,17  | 2015–     |
| 09.  | Kairat Schyrgalbek uulu | 04   | 78       | 0,05  | 2013–     |

Stand: Quellen rsssf.org (Stand: 19. November 2024) Zzgl. des Spiels gegen Russland am 24. September 2022, das von der FIFA nicht gezählt wird, da mehr als sechs russische Spieler ausgewechselt wurden.

## Länderspiele
siehe Hauptartikel: Liste der Länderspiele der kirgisischen Fußballnationalmannschaft